# Fernando Gomes
Fernando Mendes Soares Gomes (Porto, 22 november 1956 – aldaar, 26 november 2022) was een Portugees voetballer die als aanvaller speelde.

## Clubcarrière
Gomes begon zijn loopbaan in 1974 bij FC Porto. Tot 1980 speelde hij 158 competitiewedstrijden waarin hij 125 doelpunten maakte. Hierna speelde hij twee seizoenen in Spanje bij Sporting Gijón (27 competitiewedstrijden, 12 doelpunten) voor hij terugkeerde bij Porto. Tot 1989 speelde hij 184 competitiewedstrijden waarin hij 163 doelpunten maakte en werd hij in 1983 en 1985 Europees topschutter.
Met Porto won hij vijf landstitels, drie nationale bekers, drie supercups, de Europacup I, de UEFA Super Cup en de wereldbeker voor clubteams (1987). 
In 1983 werd hij uitgeroepen tot Portugees voetballer van het jaar. Hij sloot zijn loopbaan in 1991 af bij Sporting CP (63 competitiewedstrijden, 30 doelpunten).

## Interlandcarrière
Voor het Portugees voetbalelftal speelde hij tussen 1975 en 1988 in totaal 48 wedstrijden waarin hij 13 doelpunten maakte. Hij maakte deel uit van de selecties voor het Europees kampioenschap 1984 en het wereldkampioenschap 1986.

## Erelijst
FC Porto
- Primeira Liga: 1977/78, 1978/79, 1984/85, 1985/86, 1987/88
- Taça de Portugal: 1976/77, 1983/84, 1987/88
- Supertaça Cândido de Oliveira: 1983, 1984, 1986
- Europacup I: 1986/87
- Wereldbeker voor clubteams: 1987
- UEFA Super Cup: 1987

Individueel
- Primeira Liga: topscoorder in 1976/77, 1977/78, 1978/79, 1982/83, 1983/84 en 1984/85
- Taça de Portugal: topscoorder in 1979/80 en 1982/83
- Gouden Schoen: 1983, 1985
- Portugees voetballer van het jaar: 1983

## Persoonlijk
Gomes overleed in november 2022 aan de gevolgen van een pancreascarcinoom.